# Isomerida santamarta
Isomerida santamarta là một loài bọ cánh cứng trong họ Cerambycidae.